# Peribolodes bicolorata
Peribolodes bicolorata là một loài bướm đêm trong họ Geometridae.